# 야타베 카츠요시
야타베 카츠요시(일본어: 谷田部勝義, やたべ かつよし, 1956년 7월 11일 동경 출생)는 일본의 애니메이션 연출가, 감독, 각본가, 음향감독이다. 별도 명의로는 모리타코우타(森田光太) , 모리타후우타(森田風太)가 있는데, 아들의 이름이다.

## 약력
- 1956년, 4형제중 막내로 동경출생. 어릴적 집안 사정으로 시골로 이사를 간다.
- 형 3명이 야구를 하였고, 첫째 형은 훗날 아마추어 야구단에 들 정도의 실력자였다.
- 중학생 시절 괜한 반항심으로 야구를 하라는 형들의 권유를 뿌리치고 농구부에 들어간다.
- 어느날 어머니가 피아노를 사주어 집에서 유일하게 피아노를 쳤었다.
- 둘째 형이 드럼을 했었는데, 그것을 이유로 영화과 진학을 첫째 형이 반대했었다.
- 1975년、일본대학 예술학부 영화과에 입학하나 중퇴.| 야타베 카츠요시    | 야타베 카츠요시   |
| ------------------ | ----------------- |
| 일본어식 한자 표기 | 谷田部 勝義       |
| 가나 표기          | やたべ かつよし   |
| 로마자             | yatabe katsuyoshi |
- 1978년、애니메이션 회사 어드코스모에 입사하나, 하청 회사였기에 본격적인 연출을 배울수 없다고 느낀다.
- 1979년、선라이즈에 입사
- 그후, 토미노 요시유키, 타카하시 료스케 밑에서 연출을 배우며 프리랜서로 거듭난다.
- 1996년 - 2001년 동경아나운스학원 더빙실습담당.
- 1999년 극장판 애니메이션 건드레스의 감독을 맡는다. 하지만 그 실체는 하청의 하청. 즉, 2단 하청의 현장감독으로 심각할 정도로 열악한 환경속에서 어쩔수 없이 제작에 임하였다. 결과는 미완성 필름 상영과 더불어 사회적 이슈가 되었고 감독 본인도 "이 일로 직업을 잃었다." 고 회자 하고있다.
- 그후 당분간 심야 애니메이션의 콘티, 연출등을 하며 2004년부터는 성인 애니메이션쪽으로도 진출한다. 현재는 이전과 같이 TV애니메이션의 감독도 맡게 되었다.
- 2007년, 옐로우테일부속 양성소의 강사를 맡는다.
- 2011년, 오사카예술대학 캐릭터조형학과 애니메이션코스의 강사를 맡는다.
- 2011년9월부터 영상테크노아카데미아 성우.배우과 프로코스 강사를 맡는다.
- 2013년, 오사카예술대학 캐릭터조형학과 애니메이션 코스와 방송학과 성우코스가 협력하게 되어, 학생 작품의 성우 오디션, 녹음등의 음향 감독을 담당.
- 2015년, 오사카예술대학 캐릭터조형학관 애니메이션 코스 강사 -> 객원교수가 된다.
- 2018년  오사카예술대학 객원교수 -> 교수가 된다.

## 작풍
- 아동용 애니메이션제작을 주특기로 하며、대표작으로 용자 시리즈（속칭 야타베3부작）、공룡킹 어드벤처 시리즈 등이 있다.
- 하지만 소위 모에 애니메이션 이라고 불리는 작품 제작에는 자신이 없다고 본인 스스로 말하고 있다.
- 감독으로 애니메이션 제작에 참여할때에는 반드시 작중에 모성애 넘치며 느긋한 성품에 백치미를 풍기는 어머니 캐릭터가 반드시 등장한다.
- 감독작품의 캐릭터 디자인에도 특징이 있으며, 특이하게도 만화적이지 않은 디자인의 캐릭터들이 다수 등장한다.
- 누군가가 다치고 죽는것을 싫어해, 작중 인물이 죽는 경우는 손에 꼽을 정도로 드물다.

## 인간관계
- 자신의 스승으로는 타카하시 료스케 , 토미노 요시유키, 칸다 타케유키 , 이 세사람을 언급 하고 있다.
- 감독작품에는 각본가로 히라노 야스시를, 애니메이터로는 히라오카 마사유키를 메인스탭으로 기용하는 경우가 많다.
- 카네코 세이지（GOLDENBOY）와는 일반작품에서 같이 일을하며 서로 알게되어, 성인 애니메이션 작품에 참가하게 되는 계기가 된다.

## 참여작품

### TV애니메이션
- 얏타맨（1977년-1978년） 제작진행
- 사이보그009（1979년-1980년） 제작진행
- 전설거신 이데온（1980년-1981년） 연출
- 태양의 사자 철인 28호（1980년-1981년） 연출
- 시끌별 녀석들（1981년-1986년） 콘티
- 태양의 어금니 다그람（1981년-1983년） 콘티・연출
- 장갑기병 보톰즈（1983년-1984년）콘티・연출
- 은하표류 바이팜（1983년-1984년） 콘티・연출
- 기갑계 가리안（1984년-1985년） 콘티・연출
- 푸른 유성 SPT 레이즈너（1985년-1986년） 콘티・연출
- 기동전사 건담ZZ（1986년-1987년） 콘티
- 기갑전기 드라고나（1987년-1988년） 콘티
- 에프F（1988년） 콘티・연출
- 마신영웅 와타루（1988년-1989년） 콘티・연출
- 갑주전기 사무라이 트루퍼（1988년-1989년） 콘티・연출
- 날아라 호빵맨（1988년-） 콘티・연출
- 맛의달인（1988년-1992년） 콘티・연출
- 명문!제3야구부（1988년-1989년） 콘티
- GO!레슬러 군단（1989년） 콘티・연출
- 마루코는 아홉살（1990년-1992년） 콘티
- 용자 엑스카이저（1990년-1991년） 감독・ 콘티
- 태양의 용자 파이버드（1991년-1992년） 감독・ 콘티
- 전설의 용자 다간（1992년-1993년） 감독・각본・ 콘티・연출
- 용자특급 마이트가인（1993년-1994년） 콘티・연출
- 질풍! 아이언리거（1993년-1994년） 콘티・연출
- 무카무카 파라다이스（1993년-1994년） 감독・각본・콘티
- 무적용사 사자왕（1994년） 감독보좌→감독・각본
- 사우르스 팡팡（1995년） 각본
- 이나중 탁구부（1995년） 콘티・연출
- 스트리트 파이터 2 V（1995년） 콘티・연출
- H2（1995년-1996년） 연출
- 아따아따（1995년-1996년） 콘티・연출
- 명탐정 코난（1996년-） 연출
- 바람의 검심（1996년-1998년） 콘티・연출
- 이지와루바아상（1996년-1997년） 콘티
- EAT-MAN（1997년） 콘티
- 애니메이션 힘내라 고에몽（1997년-1998년） 감독・콘티
- 후타리구라시（1998년） 감독
- 오쟈루마루（1998년-） 콘티
- 신팔검전（1999년） 총감독・콘티
- 사이보그 쿠로쨩（2000년）콘티・연출
- 동글동글 해롱이（2000년-2001년） 연출
- 마법전사 리우이（2001년） 연출（제6화 、모리타 후우타 명의）
- 파이터 바키（2001년） 감독・각본・콘티
- 고스트바둑왕（2001년-2003년） 콘티・연출
- 탑블레이드 V（2002년） 콘티
- 베리베리 뮤우뮤우（2002년-2003년） 연출
- 포르자! 히데마루（2002년） 콘티
- 데블파이터（2002년-2003년） 콘티・연출
- 기동전사 건담 SEED（2002년-2003년） 콘티・연출
- DEAR BOYS（2003년） 연출
- 탐정학원 Q（2003년-2004년） 콘티・연출
- BURN-UP SCRAMBLE（2004년） 콘티・연출
- To Heart 〜Remember my Memories〜（2004년） 콘티・연출
- 하급생 2 ~눈동자 속의 소녀들~（2004년） 음향감독
- 기동전사 건담 SEED DESTINY（2004년-2005년） 콘티・연출
- 학원 앨리스（2004년-2005년） 콘티・연출
- 갤러리 페이크（2005년） 콘티・연출
- LOVELESS（2005년） 콘티・연출
- 나나미짱 제 2 시리즈（2005년） 치프연출・음향감독・콘티・연출
- 기동신선조 모에요 켄（2005년）연출
- 격투미신 우롱（2005년-2006년） 콘티・연출
- 반쪽 달이 떠오르는 하늘（2006년） 콘티・연출
- 후라캇파（2006년-） 감독・각본・콘티・연출
- 격투미신 우롱 REBIRTH（2006년） 콘티
- Strawberry Panic!（2006년） 연출
- NANA（2006년-2007년） 연출
- 사랑하는 천사 안젤리크 ~마음이 눈뜰 때~（2006년） 연출
- 공룡킹 어드벤처（2007년-2008년） 감독・콘티
- 공룡킹 어드벤처 익룡전설（2008년） 감독・콘티
- 안녕 앤 〜Before Green Gables（2009년） 감독・콘티
- 골판지전기（2011년）
- 공룡메카드 ( 2017년 ) 콘티・어드바이저